# Hufuhaf

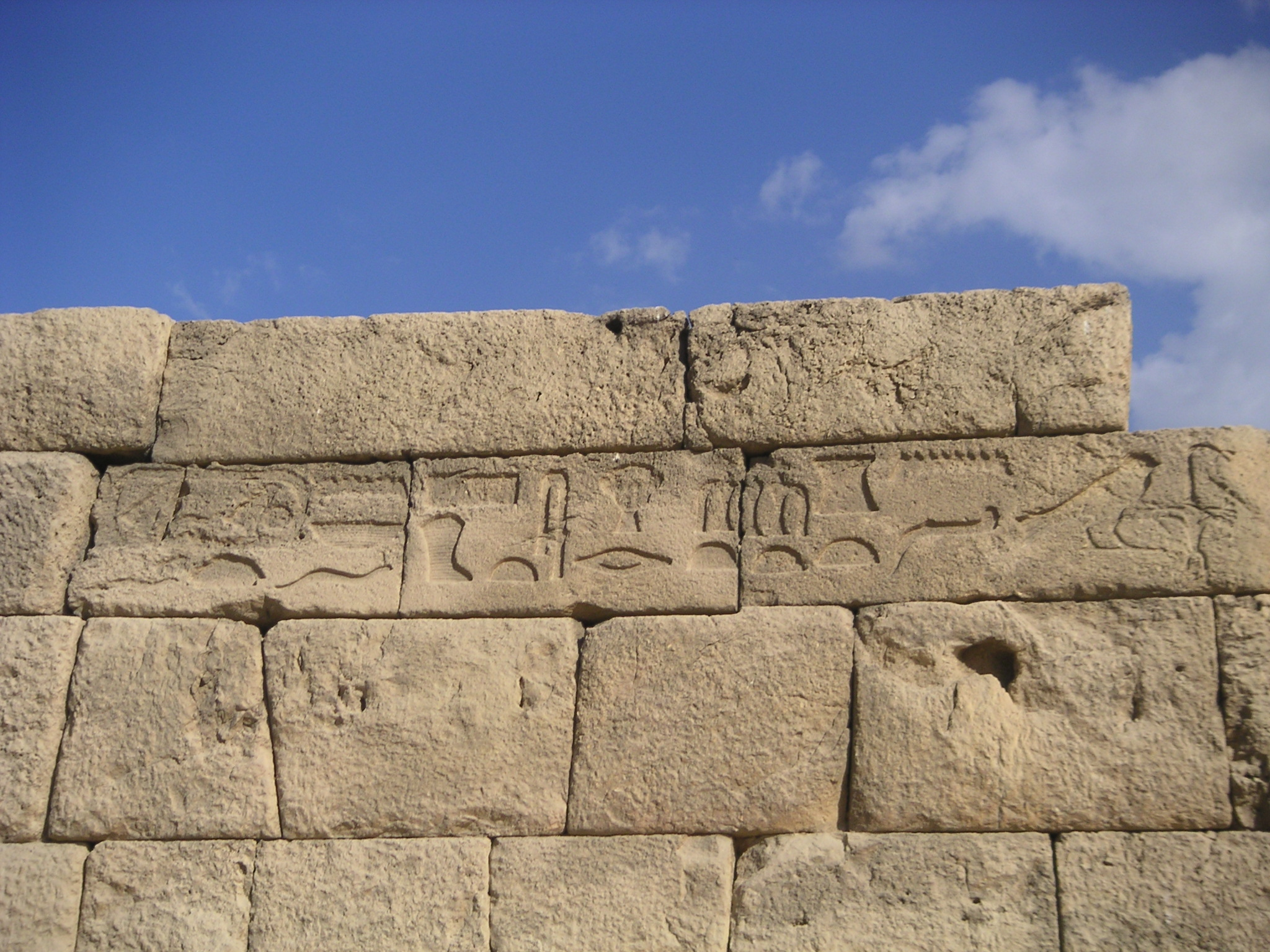
Felirat Hufuhaf masztabájából

Hufuhaf (ḫwfw-ḫˁỉ.f, „Hufu emelte fel őt” – további névalakjai: Hufuhaef, újbirodalmi olvasatban Hafhufu) ókori egyiptomi herceg a IV. dinasztia idején; valószínűleg Hufu fáraó és Henutszen királyné fia; utóbbinak a piramisa közvetlenül Hufuhaf sírja, a G 7130-40 számú masztaba mellett található.
Vezírként szolgált valószínűleg Hufu uralkodása alatt. Feltételezték, hogy azonos a későbbi Hafré fáraóval, de nincs rá bizonyíték. Felesége, Nofretkau neve ismert. Valószínűleg a fia volt az a Hufuhaf, akinek sírja, a G7150 közvetlenül a G7140-es sír mellett található. Ifjabb Hufuhaf egészen Niuszerré uralkodásáig élt.
Hufuhaf gízai kettős masztabasírja ismert (G7130-7140), a 7130-as a feleségéé, Nofretkaué, a 7140-es pedig magáé Hufuhafé. A sírban Henutszen királynéval ábrázolják. Több fiát is említik; Wetka (vagy Tuka) és Iuenka (vagy Iunka) nevű fiát ábrázolják a sírkápolnában, utóbbit „a király fia” címmel. Egy lánya is volt.